# Aortální chlopeň

Diagram lidského srdce. Aortální chlopeň se nachází mezi levou komorou a aortou

Aortální chlopeň (Valva aortae) je jednou ze čtyř chlopní lidského srdce. Je trojcípá, cípy jsou poloměsíčitého tvaru (stejně jako chlopeň plicní). Nachází se na rozhraní levé komory a aorty. Jakmile projde krev touto chlopní, proudí pak dále do velkého krevního oběhu. 

## Funkce
Aortální chlopeň je střídavě ve fázích systoly (stahu) a diastoly (ochabnutí), otevírá se a zavírá, tvoří přepážku mezi levou komorou a aortou. Když se levá komora stahuje (při systole), narůstá v ní tlak. Jakmile je tlak větší než tlak v aortě, chlopeň se rozevře a krev může projít z komory do aorty. Tlak následně klesá, chlopeň se opět uzavírá; zabraňuje tak krvi, aby se vracela zpět z aorty do levé komory. 
Při uzavření této chlopně se ozve druhý ze srdečních zvuků, „dub“ z opakovaného „lub-dub“. 

## Poruchy
Nejčastější poruchou je aortální stenóza (zúžení chlopně). Postižená chlopeň zvápenatí, cípy se přestanou pohybovat.  
Další významnou poruchou je aortální regurgitace, neboli nedomykavost chlopně. Vzniká buď z roztažení aortálního kořene při onemocnění vazivových tkání, nebo z postižení cípů chlopně různými chorobami (infekční endokarditida, revmatická horečka). Důsledkem této poruchy je proudění krve zpět z aorty do komory, což vyvolává přetížení práce srdce.
Ve většině případů (pokud není porucha vskutku vážná) lze vývoj zpomalit různými léky. Vážné poruchy chlopně však vyléčit nelze.